# 渡辺万次郎
渡邉 萬次郎（わたなべ まんじろう、1891年7月2日－1980年3月20日）は、日本の地球科学者。専門は鉱床学。福島県生まれ。

## 経歴
福島中学(現福島県立福島高等学校)を経て、1913年（大正2年）東京高等師範学校を卒業し、東北帝国大学理科大学地質学科へ入学。1916年（大正5年）卒業後、副手・助手・講師を経て、1921年（大正10年）助教授となり、11月から外遊。欧米各地の大学・研究所を歴訪し1923年（大正12年）8月帰朝。11月に教授となり、鉱床学講座を担当する。渡欧中、フランクフルト・アム・マインのリーゼガング博士から学んだ、鉱床形成時の拡散現象による硫化鉱物の形成に関する論文で、1924年（大正13年）理学博士の学位を取得。この後、大学評議員・理学部長などを務めた。
1926年（大正15年）5月、噴火直後の十勝岳を現地視察して噴火の状況を分析する。
1955年（昭和30年）定年退職。1956年（昭和31年）からは秋田大学学長を3期、10年務め、1966年（昭和41年）退職。

## 業績
東北大学では、矢部長克・神津俶祐・大湯正雄らの薫陶を受け、早くから地質・鉱床・鉱物の記載論文を発表した。外遊中に学んだ反射顕微鏡の技術を駆使し、日本における新産硫化鉱物などを数多く記載するとともに、鉱床の成因へと議論を進め、我が国の鉱床学の進展に多大なる寄与をした。大学や関係学会の運営などに尽力する一方、多作をもって知られ、発表した学術論文は284編、著書は58冊に及び、そのほかにも多数の随筆や解説を一般雑誌や新聞などに寄稿している。
1967年に岩手県小晴鉱山から記載された新鉱物、万次郎鉱（Manjiroite, (Na,K)Mn8O16・nH2O））は、渡邉の業績を顕彰して命名されたものである。
また日本鉱物科学会は、渡邉の功績を記念した渡邉萬次郎賞を設け、鉱物科学に貢献した研究者に贈っている。

## 主要著書
- 渡辺万次郎『金属鉱床学』、共立出版、1957年。
- 渡辺万次郎『鉱物と人類社会』、「地下の科学シリーズ」、ラティス社、1968年。
- 渡辺万次郎『わが町仙台－3代（明治・大正・昭和）の思い出』、渡辺マスミ出版、1977年。

## エピソード
筆が速く、テキパキと物事を処理したという。鉱山の見学に行くと、世話をしてくれた鉱山の技師と別れ際の挨拶などをしている際に、手元の葉書にその技師への礼状を認め、鉱山の門を出るやそれを投函した、とか、鉱床調査の際は、事前に文献などを精査して自分なりの成因を論文として書き上げ、調査の際にはその視点が正しいかどうかを確認し、正しいと確信すれば帰途の列車の中で論文を仕上げ、仙台駅を降りるや学会事務所宛てに論文を投稿して家路についた、などといった逸話が豊富に残されている。スケッチや短歌をたしなみ、夫人に先立たれてからの臨終の枕元には「幸多き一生（ひとよ）なりけり今はただ別れし人のあとを急がむ　次郎」が残されていた。